# Bikini Kill (EP)
 (septembre 2012).
Si vous disposez d'ouvrages ou d'articles de référence ou si vous connaissez des sites web de qualité traitant du thème abordé ici, merci de compléter l'article en donnant les références utiles à sa vérifiabilité et en les liant à la section « Notes et références ».
Albums de Bikini Kill
Revolution Girl Style Now!
(1991) Yeah Yeah Yeah Yeah
(1993)
Bikini Kill est un album musical du groupe américain de punk rock Bikini Kill.

## Liste des titres
| No | Titre                   | Durée |
| -- | ----------------------- | ----- |
| 1. | Double Dare Ya          | 2:40  |
| 2. | Liar                    | 2:35  |
| 3. | Carnival                | 1:30  |
| 4. | Suck My Left One        | 2:24  |
| 5. | Feels Blind             | 3:21  |
| 6. | Thurston Hearts The Who | 3:45  |